# Kassa-környéki járás
A Kassa-környéki járás (Okres Košice-okolie) Szlovákia Kassai kerületének közigazgatási egysége. Területe 1533 km², lakosainak száma 119 227 (2011), székhelye Kassa (Košice). Területe legnagyobb részben az egykori Abaúj-Torna vármegye, kis részben északon az egykori Sáros vármegye területére esik. A járásnak 11 845 (2011) magyar nemzetiségű lakosa van (9,9%-os arány). A járás legnagyobb városa Szepsi 11 068 lakossal (29,6%-a magyar, 2011-es népszámlálási adat).

## Népessége
| Év:            | 1994.   | 2004.   | 2014.    | 2024.   |
| -------------- | ------- | ------- | -------- | ------- |
| Emberek száma: | 101 315 | 110 221 | 123 377  | 133 321 |
| Eltérés:       |         | +8,79 % | +11,93 % | +8,05 % |

| Év:            | 2023.   | 2024.   |
| -------------- | ------- | ------- |
| Emberek száma: | 131 955 | 133 321 |
| Eltérés:       |         | +1,03 % |

## A Kassa-környéki járás települései
- Abaújharaszti (Chrastné)
- Abaújnádasd (Trstené pri Hornáde)
- Abaújrákos (Rákoš)
- Abaújszakaly (Sokoľany)
- Abaújszina (Seňa)
- Abos (Obišovce)
- Alsócsáj (Nižný Čaj)
- Alsóhutka (Nižná Hutka)
- Alsókemence (Nižná Kamenica)
- Alsólánc (Nižný Lánec)
- Alsómislye (Nižná Myšľa)
- Alsótőkés (Nižný Klátov)
- Apátka (Opátka)
- Aranyida (Zlatá Idka)
- Áj (Háj)
- Ájfalucska (Hačava)
- Balogd (Blažice)
- Baska (Baška)
- Bátyok (Bačkovík)
- Benyék (Beniakovce)
- Bocsárd (Bočiar)
- Bódvavendégi (Hosťovce)
- Bolyár (Boliarov)
- Bölzse (Belža)
- Budamér (Budimír)
- Bunyita (Bunetice)
- Buzita (Buzica)
- Csécs (Čečejovce)
- Debrőd (Debraď)
- Enyicke (Haniska)
- Eszkáros (Skároš)
- Felsőcsáj (Vyšný Čaj)
- Felsőhutka (Vyšná Hutka)
- Felsőkemence (Vyšná Kamenica)
- Felsőmecenzéf (Vyšný Medzev)
- Felsőmislye (Vyšná Myšľa)
- Felsőtőkés (Vyšný Klátov)
- Füzérnádaska (Trsťany)
- Garbócbogdány (Bohdanovce)
- Györgyi (Ďurďošík)
- Györke (Ďurkov)
- Hatkóc (Hodkovce)
- Hernádcsány (Čaňa)
- Hernádgecse (Geča)
- Hernádgönyű (Gyňov)
- Hernádszentistván (Kostoľany nad Hornádom)
- Hernádszokoly (Sokoľ)
- Hernádzsadány (Ždaňa)
- Hilyó (Hýľov)
- Idabukóc (Bukovec)
- Izdobabeszter (Sady nad Torysou)
- Jánok (Janík)
- Jászó (Jasov)
- Jászómindszent (Poproč)
- Jászóújfalu (Nováčany)
- Kalsa (Kalša)
- Kassabéla (Košická Belá)
- Kassamindszent (Valaliky)
- Kassaolcsvár (Košické Oľšany)
- Kecer (Kecerovce)
- Kecerlipóc (Kecerovský Lipovec)
- Kenyhec (Kechnec)
- Kelecsenyborda (Košický Klečenov)
- Királynépe (Kráľovce)
- Kisida (Malá Ida)
- Kisladna (Malá Lodina)
- Kisszalánc (Slančík)
- Koksóbaksa (Kokšov – Bakša)
- Komaróc (Komárovce)
- Lapispatak (Ploské)
- Lapispatakújtelep (Nová Polhora)
- Lengyelfalva (Košická Polianka)
- Magyarbőd (Bidovce)
- Makranc (Mokrance)
- Mecenzéf (Medzev)
- Méhészudvarnok (Dvorníky–Včeláre)
- Migléc (Milhosť)
- Modrafalva (Mudrovce)
- Nagyida (Veľká Ida)
- Nagyladna (Veľká Lodina)
- Nagyszalánc (Slanec)
- Ósva (Olšovany)
- Ósvacsákány (Čakanovce)
- Patacskő (Vtáčkovce)
- Pány (Paňovce)
- Péder (Peder)
- Perény-Hím (Perín – Chym)
- Petőszinye (Svinica)
- Ránk (Rankovce)
- Ránkfüred (Herľany)
- Rás (Hrašovík)
- Regeteruszka (Ruskov)
- Reste (Rešica)
- Rozgony (Rozhanovce)
- Rudnok (Rudník)
- Sároskifalu és Tapolcsány (az egyesített községeknek nem ismert közös magyar neve) Družstevná pri Hornáde
- Sároskőszeg (Kysak)
- Sárosófalu (Opiná)
- Semse (Šemša)
- Somodi (Drienovec)
- Stósz (Štós)
- Szádelő (Zádiel)
- Szalánchuta (Slanská Huta)
- Szaláncújváros (Slanské Nové Mesto)
- Szepsi (Moldava nad Bodvou)
- Szeszta (Cestice)
- Tarcavajkóc (Vajkovce)
- Terebő (Trebejov)
- Tizsite (Čižatice)
- Torna (Turňa nad Bodvou)
- Tornahorváti (Chorváty)
- Tornaújfalu (Turnianska Nová Ves)
- Újszállás (Nový Salaš)
- Zsarnó (Žarnov)

## Oktatás
A 2024/25-ös év alapiskolai statisztikája. 
|                               | Tanév 2024/25 Alapiskola |          |        |
| Település                     | Össz                     | Magyarul | %      |
| Kassa vidéki járás            | 11797                    | 1022     | 8,7%   |
| Szepsi környéke               | 2709                     | 1022     | 37,7%  |
| Szepsi                        | 1553                     | 612      | 39,4%  |
| Csécs                         | 248                      | 0        | 0,0%   |
| Makranc                       | 39                       | 0        | 0,0%   |
| Pány                          | 21                       | 0        | 0,0%   |
| Somodi                        | 226                      | 0        | 0,0%   |
| Buzita                        | 196                      | 196      | 100,0% |
| Alsólánc                      | 15                       | 15       | 100,0% |
| Perény-Hím                    | 46                       | 0        | 0,0%   |
| Torna                         | 343                      | 177      | 51,6%  |
| Szádudvarnok - Méhészudvarnok | 22                       | 22       | 100,0% |